# Sangjit
Sangjit ist eine chinesisch-indonesische Verlobungstradition, bei der sich die beiden Familien des Paares im Haus der zukünftigen Braut oder in einem Restaurant treffen, um sich gegenseitig kennenzulernen.

## Die Zeremonie

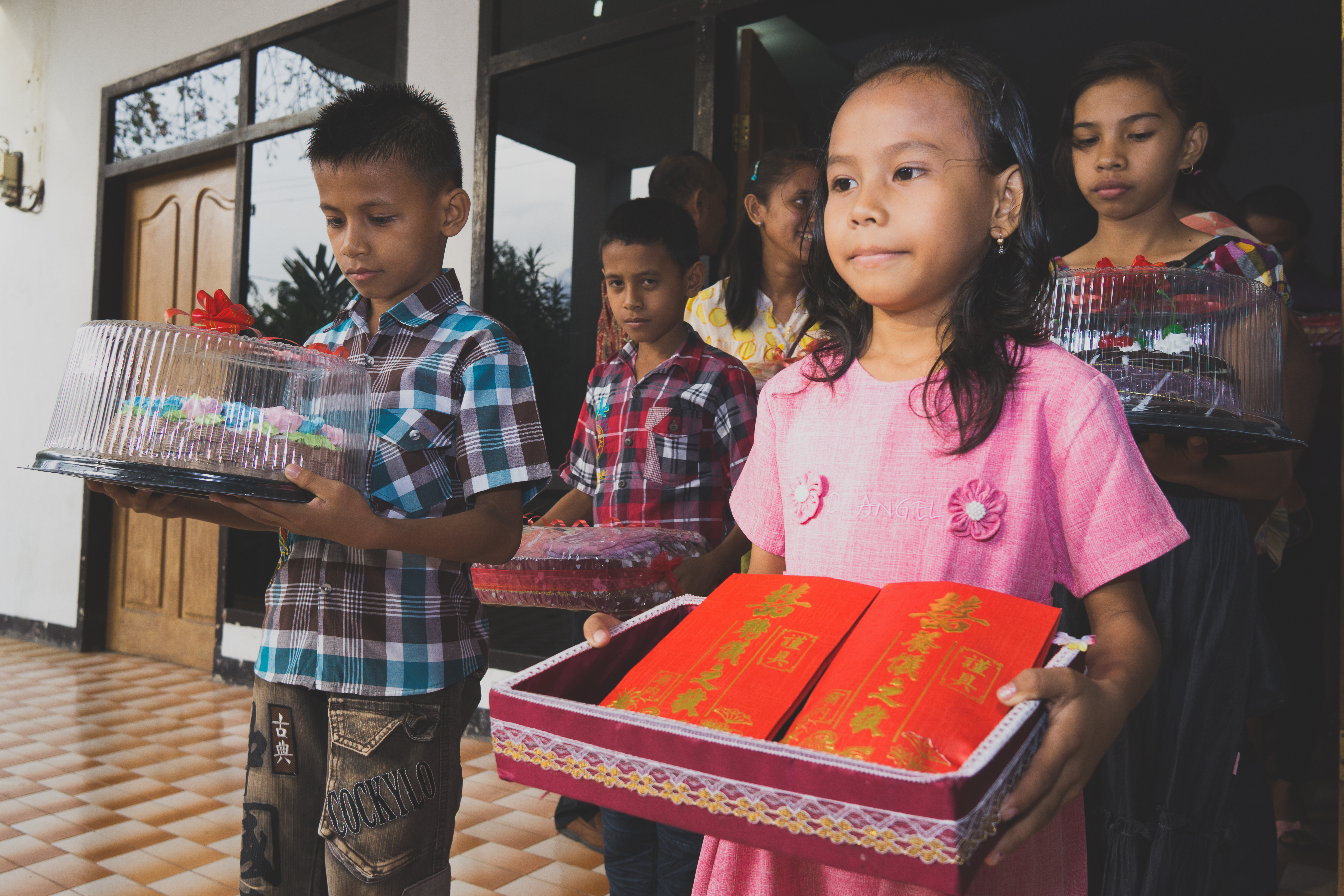
Sangjit-Zeremoniell auf der Insel Flores, Indonesien

In der Vergangenheit galt die Sangjit-Zeremonie als ein Ritual, in dem der zukünftige Bräutigam und seine Familie sich mit den Eltern, ggf. der Familie der zukünftigen Braut treffen und diese nach der Hand der Tochter fragen. Daher überreicht der zukünftige Bräutigam verschiedene Geschenke und Geld an die Familie der zukünftigen Braut. Jedes Geschenk hat eine Bedeutung und soll Glück und Freude für die Ehe bringen. Diese Tradition wird heutzutage immer noch durchgeführt, aber die Bedeutung der Zeremonie hat sich geändert. Heutzutage bittet der zukünftige Bräutigam nicht mehr um Erlaubnis die Tochter zu heiraten, sondern es ist ein Treffen zum Kennenlernen der ganzen Familie. Diese Verlobungstradition findet etwa einen Monat bis zu einer Woche vor der Hochzeit statt. Die Zeremonie fängt morgens um 10 Uhr an und dauert bis 13 Uhr. Danach folgt ein gemeinsames Mittagsessen.
Die Zeremonie findet wie folgt statt, kann aber an die Wünsche der Familie angepasst werden:
Die Familienmitglieder (in der Regel sind diese verheiratet) der zukünftigen Braut warten an der Tür des Hauses auf die Familie des zukünftigen Bräutigams. Die Familienmitglieder des zukünftigen Bräutigams (in der Regel sind diese unverheiratet) kommen mit Geschenken, welche auf mehreren Tabletts dargereicht werden. Danach werden die Gaben der Reihe nach an die Familie der zukünftigen Braut übergeben. Zum Schluss bekommt die zukünftige Braut Geschenke. Die Geschenke, die die Braut erhält, werden sofort in einen anderen Raum gebracht. Danach wird die Zeremonie mit einer gemeinsamen Mahlzeit fortgesetzt. Normalerweise bereitet die Familie der Braut das Mittagessen zu. Am Ende des Besuchs werden einige der gebrachten Geschenke an die Familie des zukünftigen Bräutigams zurückgegeben, damit diese sie mit nach Hause nehmen können.
Der zukünftige Bräutigam trägt normalerweise ein rotes Hemd oder einen männlichen Cheongsam, die zukünftige Braut trägt einen hochgeschlossenen Cheongsam oder ein rotes Kleid.

## Die Bedeutung der Geschenke
1. Kleidung für die Braut: In der Regel kann Kleidung auch mit Kosmetika, Körper- und Gesichtspflegeprodukten ersetzt werden. Dieses Geschenk zeigt, dass alle Bedürfnisse der Frau vom Bräutigam erfüllt werden.
2. Schmuck:  Das Schmuckset besteht aus einem Ring, einer Halskette, Ohrringen und einem Goldarmband als Zeichen der Bindung zwischen dem Bräutigam und der Braut.
3. Angpau-Geld (Hong Bao, chinesisch = roter Umschlag): Es gibt zwei verschiedene Arten von Geldgeschenken, die in jeweils zwei roten Umschlägen überreicht werden. In dem einen Umschlag ist Geld für die Familie der Braut, um ihr Respekt zu zollen, da sie die Braut seit der Kindheit aufgezogen hat. In dem zweiten Umschlag ist Geld für die Hochzeit.
4. Früchte: Süße Früchte wie z. B. Birnen, Äpfel oder Bananen sind ein Symbol des Wohlbefindens.
5. Schweinekeulen oder Erbsen in der Dose: Auch diese sind ein Zeichen des Wohlbefindens. Wenn es nicht möglich ist, Schweinekeulen zu beschaffen, können sie durch acht bis zwölf Dosen Erbsen ersetzt werden.
6. Süßigkeiten: Als Symbol für ein harmonisches Eheleben werden Süßigkeiten geschenkt. Die Süßigkeiten sollten in einer geraden Anzahl vorhanden sein.
7. Weine: Die vom Bräutigam geschenkte Weine werden von der Braut gegen zwei Flaschen roten Sirup ausgetauscht. Diese Geschenke sind Glücksbringer für die Eltern.
8. Kerzen: Die Kerzen werden an den Bräutigam zurückgegeben, damit die Braut vor negativer Energie beschützt wird.

Nach dem Besuch nimmt die Familie des zukünftigen Bräutigams die Hälfte der Geschenke mit. Normalerweise bekommt der zukünftige Bräutigam auch Geschenke von der zukünftigen Braut, wie zum Beispiel eine Armbanduhr, Schuhe und Kleidung.